# Nậm Pia
Nậm Pia là phụ lưu cấp 1 ở bờ trái sông Đà, chảy ở huyện Mường La tỉnh Sơn La, Việt Nam .
Nậm Pia dài cỡ 10 km.

## Dòng chảy
Đoạn thượng nguồn Nậm Pia có tên là Nậm Xá, bắt nguồn từ vùng núi ở phần bắc hai xã Chiềng Ân và Chiềng Công huyện Mường La 21°31′21″B 104°15′25″Đ / 21,5225°B 104,25694°Đ, chảy uốn lượn về hướng tây nam.
Nậm Xá chảy đến bản Pa Xá Hồng thì hợp lưu với Nậm Hồng từ phía đông chảy đến 21°27′14″B 104°10′36″Đ / 21,45389°B 104,17667°Đ.
Nậm Pia chảy qua bản Mường Pia xã Chiềng Hoa thì đổ vào sông Đà phía bờ trái, phía dưới Thủy điện Sơn La chừng 10 km .

## Thủy điện
Thủy điện Nậm Pia có công suất lắp máy 15 MW, xây dựng tại xã Chiềng Hoa, huyện Mường La, khởi công 06/2006, hoàn thành 06/2009 .
Thủy điện Nậm Xá có công suất lắp máy 9,6 MW với 2 tổ máy, xây dựng tại xã Chiềng Ân, khởi công 10/2012, hoàn thành 12/2015 .
Thủy điện Nậm Hồng xây dựng trên dòng nậm Hồng tại xã Chiềng Công, chia hai bậc là Nậm Hồng 1 và Nậm Hồng 2, có công suất lắp máy 16 MW với 4 tổ máy (mỗi bậc 2 tổ 8 MW), khởi công tháng 3/2011, Nậm Hồng 2 phát điện tháng 7/2012, Nậm Hồng 1 phát điện tháng 9/2013 .

## Chỉ dẫn
1. ↑  Trong tiếng Tày-Thái "Nậm" đã có nghĩa là nước, sông, suối.